# Strongylophthalmyia palpalis
Strongylophthalmyia palpalis är en tvåvingeart som beskrevs av Papp 2006. Strongylophthalmyia palpalis ingår i släktet Strongylophthalmyia och familjen långbensflugor.
Artens utbredningsområde är Thailand. Inga underarter finns listade i Catalogue of Life.